# Nya Förenade Elektriska

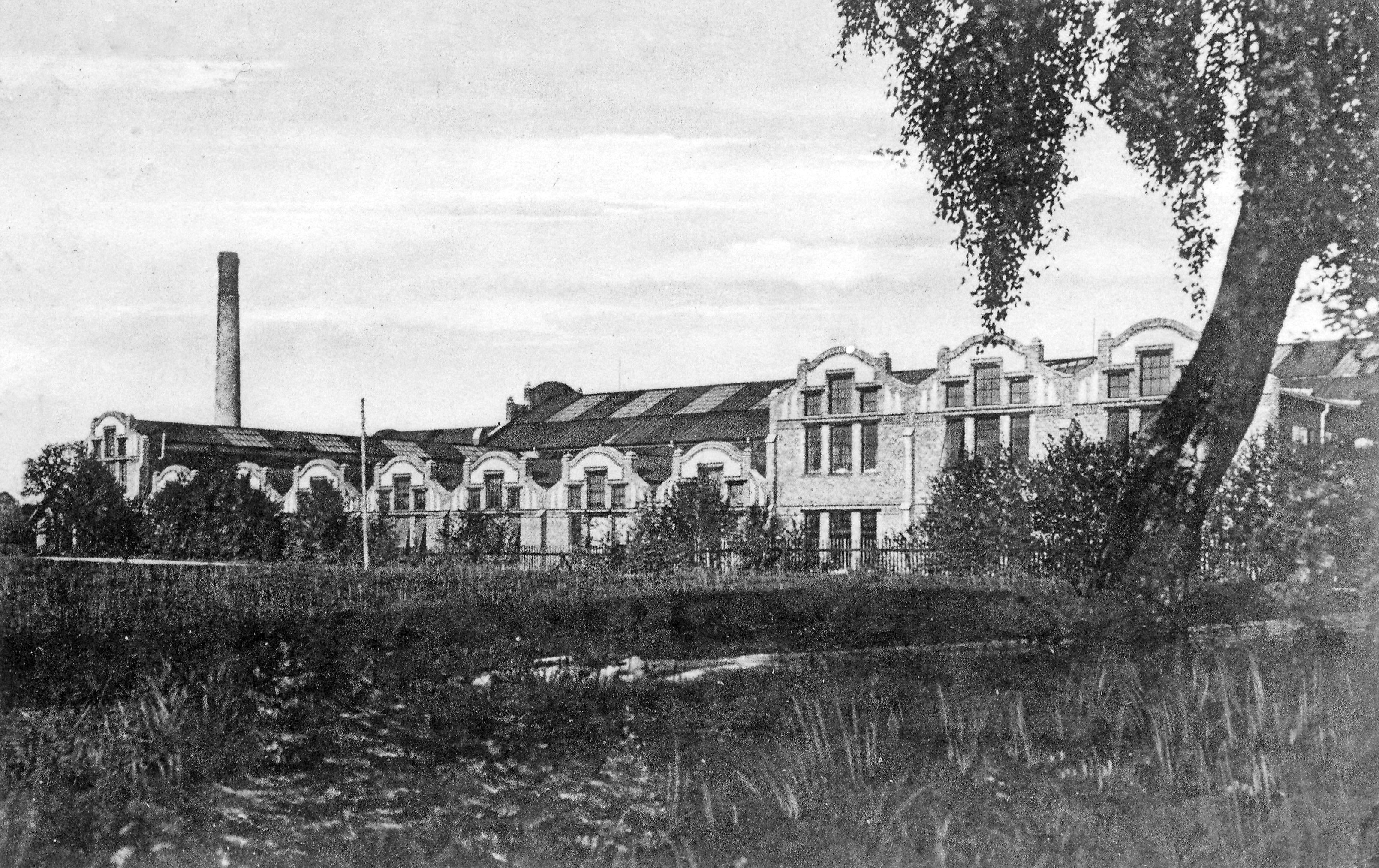
Nya Förenade Elektriska AB i Ludvika

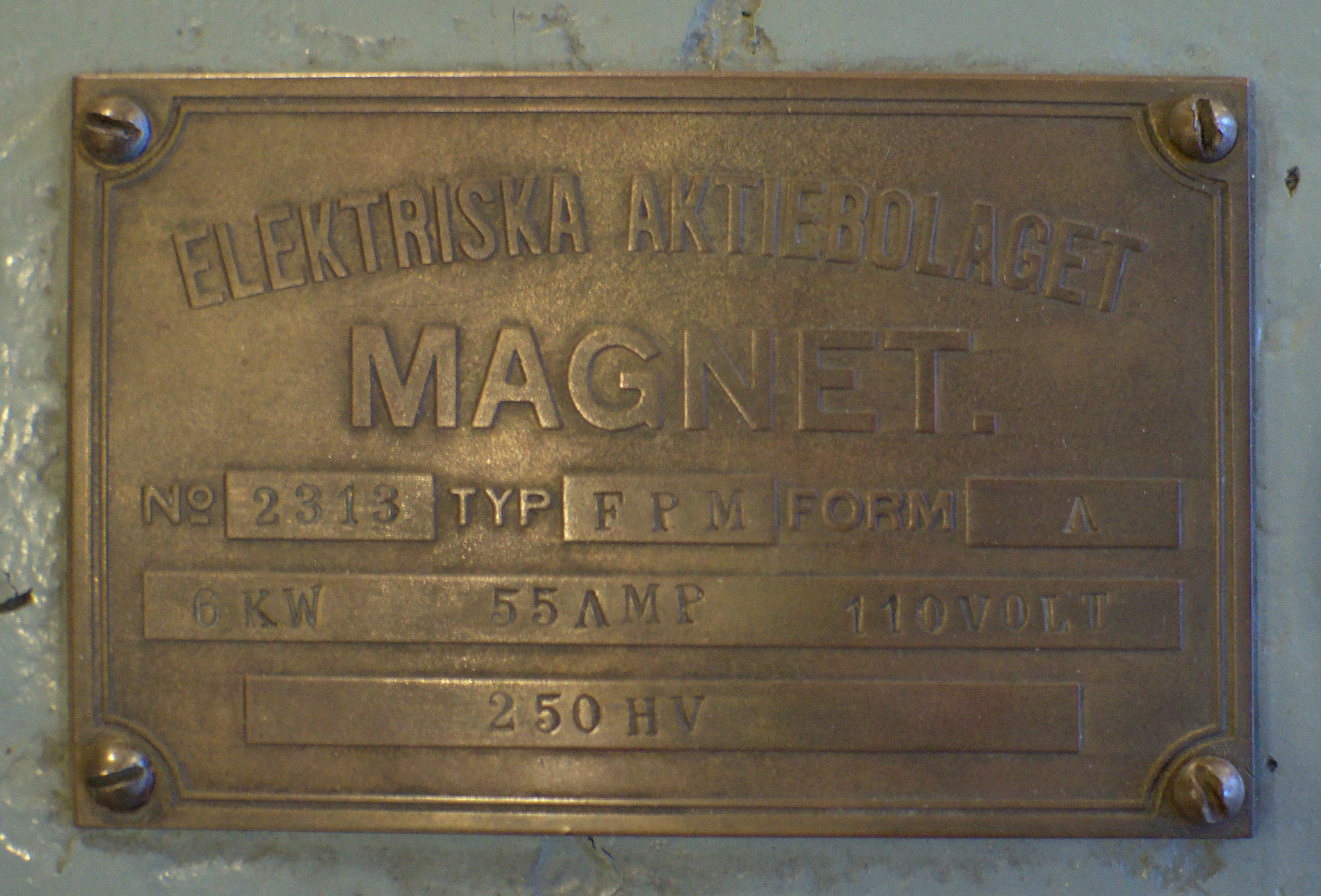
Skylt på maskin i Eskilstuna stadsmuseum.

Elektriska Aktiebolaget Magnet / Förenade Elektriska AB / Nya Förenade Elektriska AB, var ett svenskt verkstadsföretag i Ludvika. Det utgör grunden till nuvarande ABB:s (tidigare ASEA:s) verksamhet på orten.
Elektriska Aktiebolaget Magnet bildades den 30 juni 1900 i Ludvika på initiativ av Carl Roth, disponent på Ludvika bruk. Företaget förhandlade med ASEA och fick från 1901 tillstånd att utnyttja ASEA:s patenterade trefassystem. Första ordern, som var utrustning för den nya Ludvika kraftstation vid Ludvika ström, hann man leverera redan under 1901. Man köpte patent från Westinghouse för elektriska spårvägar och från Kleindienst A.-G. för hissar. Man tillverkade transformatorer, brytare, motorer, generatorer, ångmaskiner, hissutrustning, elektriska gruvlok, värmeelement och diverse andra elektriska utrustningar. År 1905 tillträdde Krister Littorin som försäljningschef i företaget, vid en tid då omsättningen låg på cirka 900 000 kr och man gjorde stora förluster.
Företaget sammanslogs 1906 med Holmia AB i Stockholm och Adolf Ungers Verkstäder i Arbrå under namnet Förenade Elektriska AB.
Företaget behövde ekonomiskt tillskott och ombildades igen 1908 under namnet Nya Förenade Elektriska AB, kallat "Nya Förenade". Vid årsskiftet 1913/1914 fick Littorin lämna sin tjänst efter en konflikt med VD Herman Duse. Företaget hade vid samma tid en årlig nettovinst om mer än 800 000 kr och en omsättning på mer än 3 000 000 kr. 
År 1916 sålde största ägaren Grängesbergsbolaget i hemlighet sina aktier till ASEA, och Nya Förenade  blev därmed Ludvikaverken inom ASEA.

## Verkställande direktörer
- 1901–1902 – Robert Bremberg
- 1902–1906 – John Blomquist
- 1909–1916 – Herman Duse